# الجودو في الألعاب الأولمبية الصيفية 2024
منافسات الجودو في دورة الألعاب الأولمبية الصيفية 2024 في باريس ستقام في الفترة من 27 يوليو إلى 3 أغسطس في صالة القصر الكبير المؤقتة في شون دو مارس . تم تخفيض عدد لاعبي الجودو الذين يتنافسون عبر أربعة عشر فئة وزن مختلفة في هذه الألعاب من 393 في طوكيو 2020 إلى 372، مع توزيع متساو بين الرجال والسيدات.
وعلى الرغم من التغييرات الطفيفة في أرقام الرياضيين، إلا أن برنامج الجودو لأولمبياد باريس 2024 يظل ثابتا عن النسخ السابقة، حيث ستتضمن المنافسة عددا متساويا من فئات وزن الجسم للرجال والسيدات، بواقع سبعة لكل منهما، وعودة حدث الفرق المختلطة.